# Нема малих богова
Нема малих богова је југословенски филм из 1961. године, који је режирао Радивоје Лола Ђукић.

## Радња
У једној сервисној станици, без посетилаца и без посла, царује атмосфера досаде и лењости. Једног дана, сасвим случајно, Рака - в. д. шефа, постаје шеф сервисне станице. Ово ангажовање мења његов карактер. Он почиње да наређује и виче. После реорганизације коју Рака спроводи у сервисној станици, очекује се долазак генералног директора предузећа, којем овај мотел припада. Рака жели да остави утисак на директора и упада у низ комичних ситуација.

## Улоге
| Глумац                     | Улога                             |
| -------------------------- | --------------------------------- |
| Мија Алексић               | Рака, вд. шеф Сервисне станице    |
| Миодраг Петровић Чкаља     | Јордан, кувар                     |
| Вера Ђукић                 | Мара, собарица и Ракина жена      |
| Ђокица Милаковић           | Паја, благајник                   |
| Павле Вуисић               | директор сервисне станице         |
| Татјана Бељакова           | Лела                              |
| Властимир Ђуза Стојиљковић | певач                             |
| Јован Гец                  | Аврам                             |
| Жарко Митровић             | Пера                              |
| Мића Татић                 | милиционер                        |
| Љубомир Дидић              | друг са семинара                  |
| Милутин Татић              | фотограф                          |
| Александар Стојковић       | шофер                             |
| Божидар Милетић            | Сретен (као Божа Милетић)         |
| Душан Крцун Ђорђевић       | Друг са семинара 2                |
| Мирослав Дуда Радивојевић  | Милиционер (као Дуда Радивојевић) |
| Душан Антонијевић          | Пословни партнер 1                |
| Душан Кандић               | Мали                              |
| Иван Јонаш                 | Поштар                            |

Комплетна филмска екипа  ▼
| Редитељ                   | Радивоје Лола Ђукић        |                                              |
| Сценариста                | Радивоје Лола Ђукић        |                                              |
| Сценариста                | Новак Новак                |                                              |
| Композитор                | Дарко Краљић               |                                              |
| Директор фотографије      | Милорад Марковић           | директор фотографије                         |
| Монтажер                  | Миланка Нановић            |                                              |
| Сценограф                 | Драгољуб Лазаревић         |                                              |
| Уметнички директор        | Миодраг Николић            |                                              |
| Костимограф               | Мара Финци                 | (као Марија Финци)                           |
| Одсек за шминку           | Драгица Миливојевић        | шминкерка (као Драгица Ставрић)              |
| Одсек за шминку           | Зорица Рандиц              | шминкерка (као Зорица Костелник)             |
| Менаџер продукције        | Светозар Перић             | помоћник директора филма (као С. Перић)      |
| Менаџер продукције        | Миленко Станковић          | директор филма                               |
| Менаџер продукције        | Миодраг Станковић          | организатор (као М. Станковић)               |
| Менаџер продукције        | Радоје Вилотијевић         | помоћник организатора                        |
| Помоћник режије           | Миша Мирковић              | први помоћник редитеља                       |
| Помоћник режије           | Борислав Вукић             | други помоћник редитеља (као Б. Вукић)       |
| Уметнички одсек           | Миладин Аранђеловић        | сет дизајнер                                 |
| Одсек за звук             | Живко Пивнички             | тон мајстор                                  |
| Одсек за камеру и расвету | Божидар Милетић            | камера оператер / први помоћник камермана    |
| Одсек за камеру и расвету | Радивоје Николић           | пратилац камере                              |
| Одсек за камеру и расвету | Богољуб Петровић           | пратилац камере                              |
| Одсек за камеру и расвету | Бранко Тодоровић           | фотограф                                     |
| Одсек за костим           | М. Арсенијевић             | гардеробер                                   |
| Музички одсек             | Властимир Ђуза Стојиљковић | певач: насловна песма (као Ђуза Стојиљковић) |
| Остала екипа              | Нада Петернек              | секретар режије (као Нада Срданов)           |